# Trentepohlia holoxantha
Trentepohlia holoxantha är en tvåvingeart som beskrevs av Alexander 1929. Trentepohlia holoxantha ingår i släktet Trentepohlia och familjen småharkrankar. Inga underarter finns listade i Catalogue of Life.